# Nikolai Issaakowitsch Utin
Nikolai Issaakowitsch Utin (russisch Николай Исаакович Утин; * 8. Augustjul. / 20. August 1841greg. in Cherson; † 1. Dezemberjul. / 13. Dezember 1883greg. in St. Petersburg) war ein russischer Revolutionär.

## Leben
Utins Vater war ein jüdischer Kaufmann und Millionär. Utin begann 1858 das Studium an der historisch-philologischen Fakultät der Universität St. Petersburg. Für seine Arbeit über Apollonios von Tyana erhielt er die Goldmedaille, während Dmitri Iwanowitsch Pissarew zum gleichen Thema nur die Silbermedaille gewann.
Als einer der Anführer der Studentenunruhen im Herbst 1861 wurde Utin verhaftet und bis zum Dezember 1861 in der Peter-und-Paul-Festung gefangen gehalten. Utin war eng verbunden mit Nikolai Gawrilowitsch Tschernyschewski. 1862 trat Utin in die Geheimgesellschaft Semlja i Wolja (Land und Freiheit) ein, in deren Zentralkomitee er im November 1862 gewählt wurde. Er war an der Gründung geheimer Druckereien beteiligt. Wegen der drohenden Verhaftung emigrierte er 1863 (im November 1865 wurde er in Abwesenheit zum Tode verurteilt). In der Emigration schloss er sich Alexander Iwanowitsch Herzen und Nikolai Platonowitsch Ogarjow an. Er beschäftigte sich mit dem Schmuggel ihrer Schriften nach Russland und stellte die Verbindung mit den polnischen Aufständischen her. Infolge ideologischer und persönlicher Meinungsverschiedenheiten trennte Utin sich von Herzen und trat Ende 1864–Anfang 1865 auf dem Kongress der russischen Emigranten in Genf als Herzens Gegner auf. Er war nun einer der Führer der sogenannten Jungen Emigration.
1867 trat Utin in der Schweiz der 1. Internationale bei und wurde Mitglied der slawischen Sektion und Gründer der russischen Sektion, deren Sekretär er 1870–1872 war. 1868–1870 war er einer der Redakteure der Zeitschrift Narodnoje Delo in Genf, die er zusammen mit Michail Alexandrowitsch Bakunin herausgab. Zu ihren Unterstützern gehörte Konstantin Ignatjewitsch Krupski (Vater von Nadeschda Konstantinowna Krupskaja). Auf Utins Bitte wurde Karl Marx Ehrensekretär und Korrespondent der russischen Sektion der Internationale. 1870–1871 gehörte Utin zur Redaktion der Zeitung L’Égalité der Genfer Sektion der Internationale und war 1871 Delegierter auf der Londoner Konferenz der Internationale. Als im Frühjahr 1869 Sergei Gennadijewitsch Netschajew nach Studentenunruhen nach Genf gekommen war, warnte Utin Bakunin vor ihm. Dies führte zu Meinungsverschiedenheiten, worauf die Bakunisten Utin heftig angriffen und Utin Materialien über Bakunins Anarchismus und Netschajews Abenteurertum in einer Broschüre auf Französisch und Deutsch 1873 veröffentlichte. Utin gilt als Vorreiter des russischen Marxismus.
Mitte der 1870er Jahre zog sich Utin aus der revolutionären Bewegung zurück und arbeitete für den Bankier Lasar Solomonowitsch Poljakow in Rumänien. 1877 wurde Utin nach seinem Gnadengesuch von Alexander II. begnadigt, so dass Utin 1878 nach Russland zurückkehrte und Geschäftsführer der Serginsko-Ufaleiski-Hüttenwerke des Barons Naphtali Herz Günzburg (1833–1909) im Ural wurde. Pjotr Lawrowitsch Lawrow bezeichnete Utin nun als Überläufer.
Utin war seit 1863 verheiratet mit Natalja Corsini (1841–nach 1913), Tochter des Architekten Geronimo Corsini und der Schriftstellerin Marija Antonowna Corsini. Als die Universität St. Petersburg 1860 beschlossen hatte, Frauen als Gasthörerinnen in Vorlesungen zuzulassen, gehörten Natalja Corsini und ihre Schwester Jekaterina (1838–1911) zu den ersten Frauen in den Hörsälen der Universität St. Petersburg neben Nadeschda Prokofjewna Suslowa, Apollinaria Prokofjewna Suslowa, Marija Michailowna Korkunowa und anderen. Bei den Studentenunruhen 1861 wurde Natalja Corsini verhaftet. 1863 ging sie mit ihrem Mann in die Emigration und kehrte mit ihm 1878 nach Russland zurück. Sie betätigte sich nun als Schriftstellerin und veröffentlichte Artikel im Westnik Jewropy und anderen Zeitschriften mit ihrem Namen oder mit dem Pseudonym N. I. Tal. Einen Skandal erregte 1885 ihr erfolgreicher Roman Schisn sa Schisn (Leben für Leben), in dem sie in zugespitzter Form das persönliche Drama Alexander Herzens darstellte.
Utin hatte zwei Brüder. Boris Issaakowitsch Utin (1832–1872) war Professor an der Universität St. Petersburg. Jewgeni Issaakowitsch Utin (1843–1894) war Advokat, Publizist und Kriegsberichterstatter.